# 163
163 је била проста година.

## Догађаји
- Конзули Марко Понтије Лелијан и Аулус Јуније Пастор Цезеније Соспит.
- Римљани поново заузимају Јерменију, освајају низ победа у Месопотамији и заузимају Дура-Еуропос.
- Пораз Кианса у побуни против царске власти у Кини

## Смрти
- Википедија:Непознат датум — Свети мученици Јустин, Харитон, Харита, Евелпист, Јеракс, Пеон, Валеријан и Јуст - хришћански светитељи.